# Craig Mack
Craig Jamieson Mack (New York, 10 mei 1970 – Walterboro, 12 maart 2018) was een Amerikaans rapper. 
Craig Mack was de eerste artiest die tekende voor Bad Boy Records, het bekende platenlabel van Puff Daddy. In 1988 bracht hij zijn eerste single uit Just Rhymin, onder de naam MC EZ, maar dit werd geen groot succes. Onder de naam Craig Mack kwam de eerste succes-single er in 1994, Flava In Ya Ear. Op de remix van dat nummer is The Notorious B.I.G. ook te horen, een paar weken nadat hij debuteerde met Juicy verscheen deze remix.
Hij overleed in 2018 op 47-jarige leeftijd aan hartfalen.
- Bibliothèque nationale de France: cb13979499r (data)
- Gemeinsame Normdatei: 134931890
- International Standard Name Identifier: 0000 0000 5518 5306
- Library of Congress Control Number: no97048305
- MusicBrainz: d67e2f50-a3c9-4ee7-b41d-2b90ebb31196
- Nationale Bibliotheek van Israël: 987007386488605171
- Nederlandse Thesaurus van Auteursnamen: 292023197
- Système universitaire de documentation: 087935317
- Virtual International Authority File: 56804497
- WorldCat: E39PCjFDHWYpbj4rCQm9kCxdQq